# جيمس جاي بالدوين
جيمس جاي بالدوين (بالإنجليزية: James J. Baldwin) هو مهندس معماري أمريكي، ولد في 1888، وتوفي في 1955.